# Municipio de Logan (condado de Marshall, Kansas)
El municipio de Logan (en inglés: Logan Township) es un municipio ubicado en el condado de Marshall en el estado estadounidense de Kansas. En el año 2010 tenía una población de 272 habitantes y una densidad poblacional de 2,92 personas por km².

## Geografía
El municipio de Logan se encuentra ubicado en las coordenadas 39°52′42″N 96°44′26″O / 39.87833, -96.74056. Según la Oficina del Censo de los Estados Unidos, el municipio tiene una superficie total de 93.12 km², de la cual 92,9 km² corresponden a tierra firme y (0,24 %) 0,22 km² es agua.

## Demografía
Según el censo de 2010, había 272 personas residiendo en el municipio de Logan. La densidad de población era de 2,92 hab./km². De los 272 habitantes, el municipio de Logan estaba compuesto por el 98,9 % blancos, el 0,74 % eran isleños del Pacífico, el 0,37 % eran de otras razas. Del total de la población el 0,37 % eran hispanos o latinos de cualquier raza.